# San Francisco (Antioquia)

Localização de San Francisco no departamento de Antioquia.

San Francisco é uma cidade e município da Colômbia , no departamento de Antioquia. Dista 96 quilômetros de Medellín, a capital do departamento. O município possui uma superfície de 373 quilômetros quadrados.